# Masia Santa Eugènia (Sant Jaume de Frontanyà)
La Masia Santa Eugènia és una masia del municipi de Sant Jaume de Frontanyà (Berguedà) protegida com a bé cultural d'interès local.

## Descripció
El conjunt té valor per l'antiguitat i les característiques de l'edificació principal de la masia i la pallissa, de dues plantes amb parets de pedra i obertures arquejades, amb voltes de maó a la planta baixa i estructura de fusta a la coberta de la primera planta.